# Refugio de vida silvestre Jamaica Bay
El refugio de vida silvestre Jamaica Bay es un refugio de vida silvestre en Nueva York gestionado por el National Park Service como parte de Gateway National Recreation Area. Se compone de las aguas abiertas y  marismas saladas intermareales de la bahía de Jamaica.  Se encuentra íntegramente dentro de los límites de la ciudad de Nueva York, dividida entre los distritos (boroughs) de Brooklyn al oeste y Queens al este.

## Descripción
El Refugio de Vida Silvestre de la Bahía de Jamaica consta de varias islas en la Bahía de Jamaica, situadas tanto en Brooklyn como en Queens. La parte de Queens se encuentra cerca del Aeropuerto Internacional John F. Kennedy, que se construyó sobre una parte de los humedales de la Bahía de Jamaica.  En abril de 1942, la ciudad de Nueva York comenzó a colocar relleno hidráulico sobre las marismas de la zona. El Aeropuerto Internacional JFK es actualmente el sexto aeropuerto con más tráfico de Estados Unidos, y el tráfico aéreo puede suponer algunas amenazas graves de contaminación acústica para el entorno circundante. 
La extensión del refugio es principalmente de aguas abiertas, pero incluye costas e islas de tierras altas con marismas saladas, dunas, estanques salobres, bosques y campos. Es el único "refugio de vida silvestre" del Sistema de Parques Nacionales de Estados Unidos. Creado y gestionado originalmente por la ciudad de Nueva York como refugio de vida silvestre, el término fue conservado por Gateway cuando el lugar fue transferido en 1972. Normalmente, los refugios federales de vida silvestre son gestionados por el U.S. Fish and Wildlife Service. Entre los elementos creados bajo propiedad municipal se incluyen dos grandes estanques de agua dulce. Un centro de visitantes con aparcamiento ofrece permisos gratuitos para recorrer los senderos. Los dos senderos principales rodean el Estanque Este y el Estanque Oeste. El estanque oeste y su sendero, sin embargo, fueron destrozados por el huracán Sandy en 2012. 

## Fauna

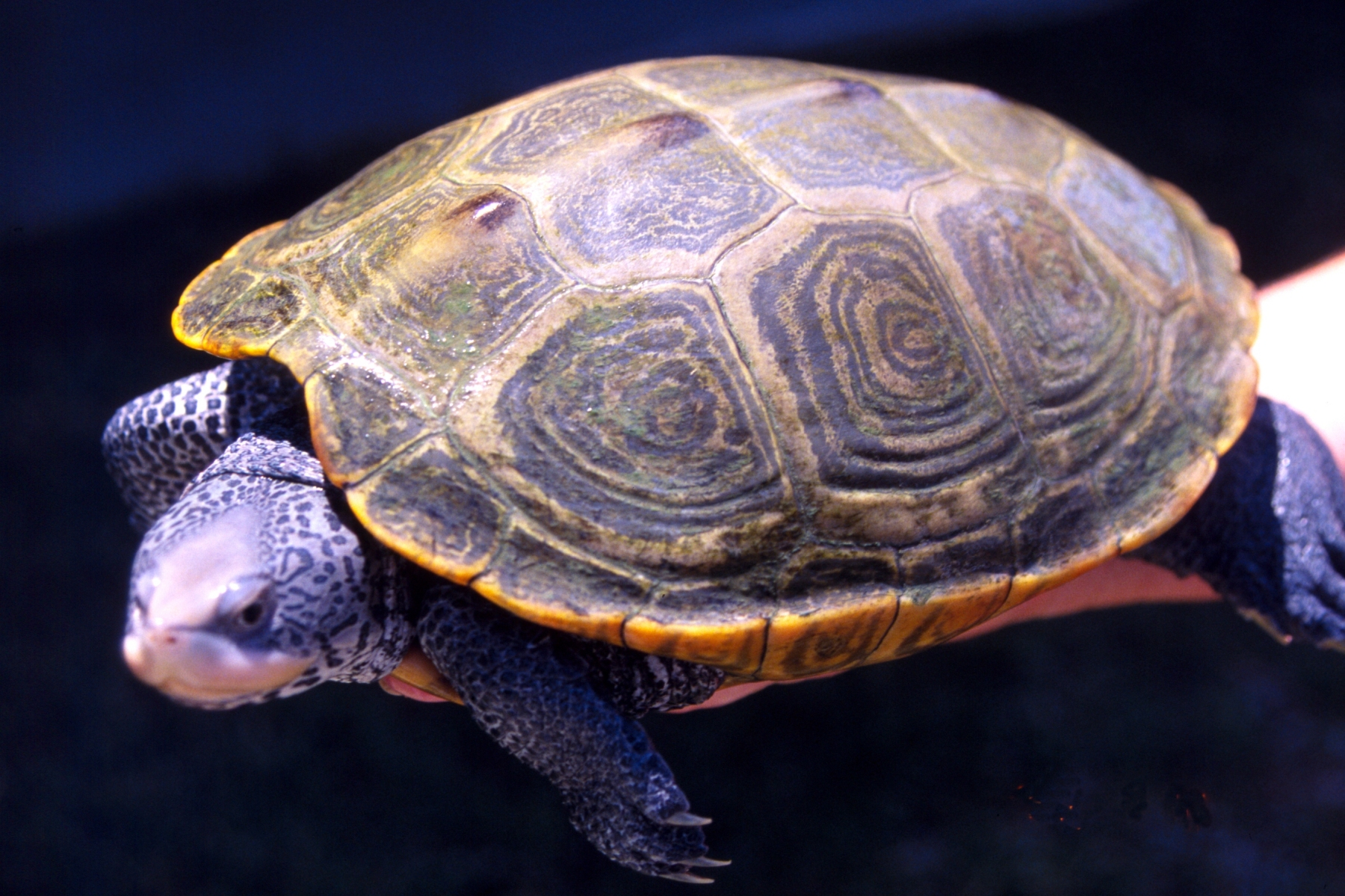
Hembra adulta de tortuga espalda de diamante.

El refugio proporciona hábitat a una gran variedad de flora y fauna, tanto marina como terrestre. Con aves residentes y migratorias, es un lugar privilegiado para la observación de aves en Nueva York. Otras actividades animales incluyen la puesta de huevos de la tortuga espalda de diamante y el apareamiento y puesta de huevos del cangrejo herradura. La dieta principal de las tortugas de espalda diamantada incluye peces, caracoles, gusanos, almejas, cangrejos y plantas palustres, muchas de las cuales abundan en estas marismas concretas. Águilas pescadoras, que en su día estuvieron en peligro de extinción debido al pesticida DDT, han anidado regularmente en el refugio desde 1991.
Actualmente se están capturando, marcando y estudiando en el Refugio de Vida Silvestre para ayudar a los científicos a comprender mejor los hábitos de las aves.  Pequeños mamíferos como la ardilla gris oriental y mapaches también están presentes en la zona.  Sin embargo, la población de mapaches, que ha aumentado recientemente, ha desarrollado un gusto por los huevos de tortuga de espalda diamantada, y muchos nidos suelen ser destruidos sólo 24 horas después de su puesta.